# Ley cero-uno de Kolmogórov
La ley cero-uno de Kolmogórov es un teorema de la teoría de las probabilidades. Llamado así en honor al matemático ruso Andréi Kolmogórov, establece que la probabilidad de cierto tipo de eventos llamados eventos de cola es  cero  o uno. Los eventos de cola son aquellos definidos por una sucesión infinita de eventos independientes y que son independientes de cualquier subconjunto finito de estos. 
Por ejemplo, supongamos infinitas realizaciones de una variable aleatoria de Bernoulli que vale uno con probabilidad {\displaystyle p} ({\displaystyle 1>p>0}), y cero con probabilidad {\displaystyle (1-p)}. El evento: "que salga en total una cantidad finita de unos" es independiente de cualquier número finito de realizaciones: examinando una cantidad finita de realizaciones no podemos concluir nada respecto a si la cantidad de unos fue finita o infinita.

## Teorema  formal y demostración
Sea {\displaystyle \left\{{\mathcal {G}}_{i}:i\in \mathbb {N} \right\}\,} sigma-álgebras independientes definidas para un espacio {\displaystyle \Omega \,} y una medida de probabilidad {\displaystyle \mathbb {P} \,}. Definimos las siguientes sigma-álgebras :
{\displaystyle {\mathcal {H}}_{n}=\sigma \left(\bigcup _{i>n}{\mathcal {G}}_{i}\right),\quad {\text{y}}\quad {\mathcal {H}}_{\infty }=\bigcap _{n\in \mathbb {N} }{\mathcal {H}}_{n}}
Entonces, para todo {\displaystyle H\in {\mathcal {H}}_{\infty }} tenemos que {\displaystyle \mathbb {P} H=0}  o  {\displaystyle \mathbb {P} H=1}.